# Reea, Hunedoara
Reea este un sat în comuna Totești din județul Hunedoara, Transilvania, România.

## Personalități
- Pavel Barlovan (1890 - 1954), delegat la Marea Adunare Națională de la Alba Iulia 1918

## Imagine

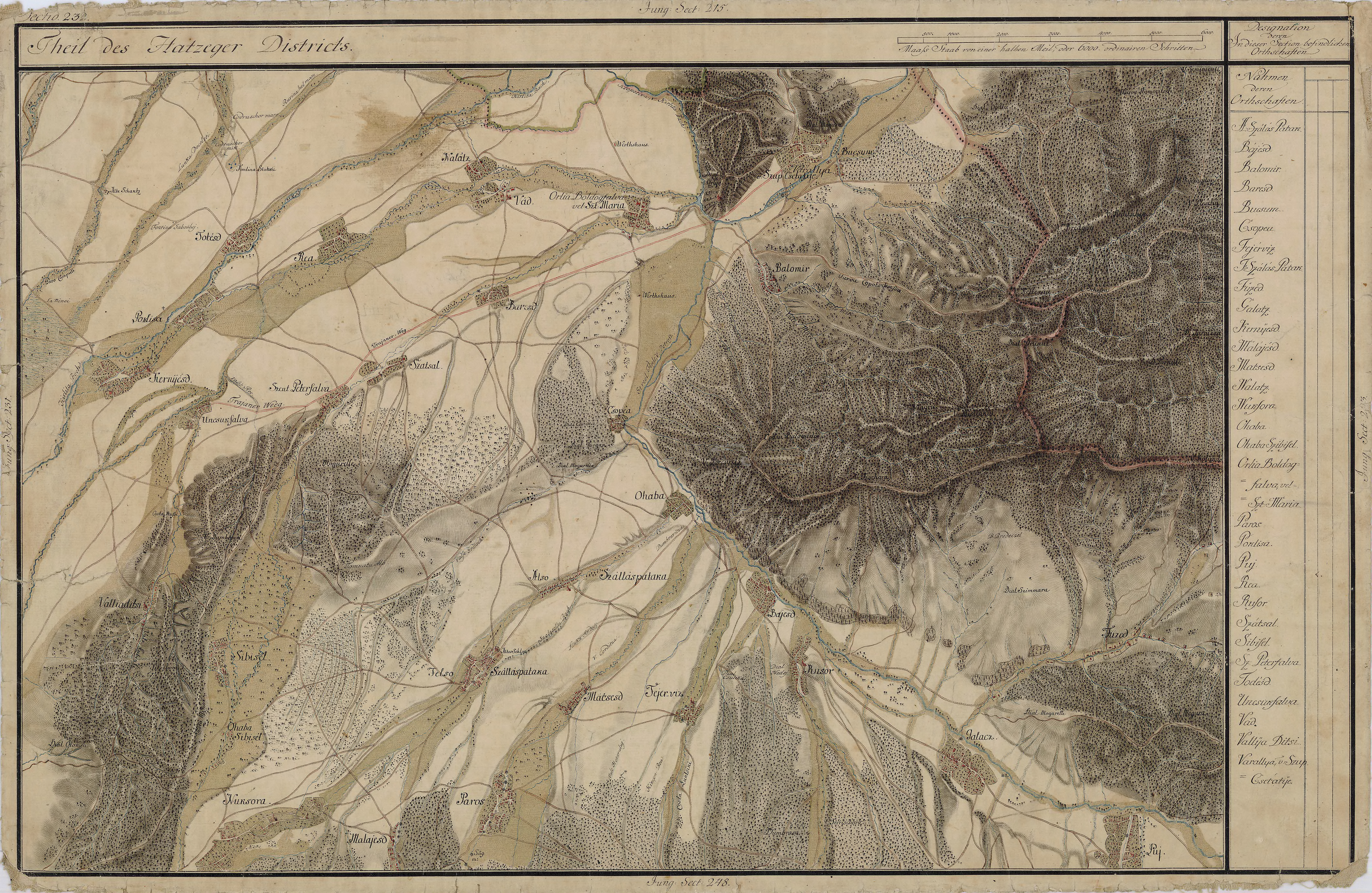
Reea în Harta Iosefină a Transilvaniei, 1769-1773